# 31517 Mahoui
31517 Mahoui este un asteroid din centura principală de asteroizi.

## Descriere
31517 Mahoui este un asteroid din centura principală de asteroizi. A fost descoperit pe 12 februarie 1999 la Socorro, New Mexico, în cadrul proiectului LINEAR. Asteroidul prezintă o orbită caracterizată de o semiaxă mare de 2,41 ua, o excentricitate de 0,07 și o înclinație de 5,2° în raport cu ecliptica.